# (8279) Cuzco
(8279) Cuzco – planetoida z grupy pasa głównego asteroid okrążająca Słońce w ciągu 4 lat i 279 dni w średniej odległości 2,83 au. Została odkryta 6 sierpnia 1991 roku w Europejskim Obserwatorium Południowym przez Erica Elsta. Nazwa planetoidy pochodzi od miasta Cuzco w Peru, stolicy Imperium Inków. Przed nadaniem nazwy planetoida nosiła oznaczenie tymczasowe (8279) 1991 PN7.